# Nam Cung Quát (Đông Chu)
Nam Cung Quát (tiếng Trung: 南宮適; bính âm: Nangong Kuo), hay Nam Cung Tháo (tiếng Trung: 南宮韜; bính âm: Nangong Tao), tự Tử Dung (tiếng Trung: 子容; bính âm: Zirong), còn gọi Nam Dung (tiếng Trung: 南容; bính âm: Nan Rong), tôn xưng Nam Cung Tử (南宮子), người nước Lỗ thời Xuân thu, là một trong thất thập nhị hiền của Nho giáo.

## Thân thế
Sách Sử ký sách ẩn cho rằng Nam Cung Quát chính là Nam Cung Kính Thúc, em trai của Mạnh Ý tử. Tuy nhiên giả thuyết này bị đời sau bác bỏ.

## Cuộc đời
Khổng Tử từng nhận xét Nam Cung Quát: Nước có đạo, không bị phế. Nước vô đạo, không bị tội giết. Tức khi trong nước ổn định, thì Nam Cung Quát được trọng dụng. Đến khi trong nước có biến cố thì Nam Cung Quát nhờ sự khôn khéo mà tránh bị chết oan.
Nam Cung Quát đọc đi đọc lại bài thơ Bạch khuê (白圭) trong Thi ba lần:
| Phiên âm Hán-Việt: Bạch khuê Bạch khuê chi điểm, Thượng khả ma dã. Tư ngôn chi điểm, Bất khả ma dã. | Nguyên văn: 白圭 白圭之玷, 尚可磨也; 斯言之玷, 不可為也. |

Thông qua đó, Nam Cung Quát thể hiện bản thân là người có ngôn hạnh. Cùng với lời xét trước đó về sự khôn khéo của Nam Cung Quát, mà Khổng Tử đem cháu gái (con của Mạnh Bì, anh trai Khổng Tử) gả cho ông.
Nam Cung Quát từng hỏi Khổng Tử: Nghệ giỏi bắn, Ngạo lái thuyền, đều chết bất đắc kỳ tử. Vũ, Tắc làm nông mà có được thiên hạ. Khổng Tử không đáp. Nam Cung Quát tự hiểu ra. Khổng Tử khen ngợi: Người này là bậc quân tử! Người này là người chuộng đức!